# Лаченков Ігор Борисович
І́гор Бори́сович Лáченков (нар. 14 червня 1999, Дніпропетровськ, Україна) — український інфлюенсер, блогер, автор інформаційного Telegram-каналу «Лачен пише», що висвітлює війну в Україні; волонтер. Разом із Сергієм Притулою є ініціатором проєкту «Народний Байрактар».
2022 року потрапив до рейтингу «30 до 30: обличчя майбутнього» від «Forbes Україна».

## Життєпис

### Освіта
Народився 14 червня 1999 року в Дніпропетровську (нині — Дніпро). Батько — юрист, мати — суддя. Навчався у школі № 23, згодом вступив до Національного юридичного університету ім. Ярослава Мудрого, де здобув ступінь бакалавра за спеціальністю «юстиція та право». Крім того, має незакінчену економічну освіту в Харківському університеті ім. Каразіна.

### Волонтерська діяльність
2019 року почав займатися веденням Telegram-каналів: створив інформаційний проєкт «ProDnipro» — про новини Дніпра та «Бро скинув мем» — гумористичний Telegram-канал. 10 січня 2022 року створив канал «Лачен пише», в якому почав публікувати новини. У команді проєкту — троє людей. За день до повномасштабного російського вторгнення канал мав 50—60 тисяч підписників, згодом різко набрав велику аудиторію, станом на кінець 2022 року мав понад мільйон читачів. Ігор регулярно проводить збори коштів на ЗСУ, станом на жовтень 2022 року зібрано 228 млн гривень.
У червні 2022 року разом із Сергієм Притулою ініціював проєкт «Народний Байрактар», у межах якого зібрали 600 млн грн. Три безпілотники, які планували купити за зібрані кошти, компанія Baykar Makina вирішила передати безкоштовно. Натомість за зібрані кошти придбали доступ до штучного супутника на орбіті Землі для користування Збройними силами України.
У червні 2022 року Ігор Лаченков зі своєю командою запустив у Twitter хештег-кампанію #RussiaIsATerroristState.
У жовтні 2022 року спільно з банком Monobank та платформою United24 запустив збір 100 млн грн на «Ловець Шахедів» — систему протидії іранським безпілотникам Shahed 131. За словами співзасновника Monobank Олега Гороховського, за час повномасштабного вторгнення Росії чотири з п'яти найбільших зборів коштів у банку організовували спільно з Ігорем Лаченковим.
У грудні 2022 року був серед українців, запрошених у Європейський парламент на вручення премії Сахарова українському народу. На початку 2023 року очільник української розвідки Кирило Буданов нагородив Лаченкова медаллю «За сприяння воєнній розвідці України» ІІ ступеня

## Нагороди
- Медаль «За сприяння воєнній розвідці України» ІІ ступеня[22]